# Международна организация по стандартизация
Международната организация по стандартизация (на английски: International Organization for Standardization, на френски: Organisation internationale de normalisation, на руски: Международная организация по стандартизации) или ISO (от гръцки ίσος – еднакъв) е най-големият международен орган за разработване и публикуване на стандарти, съставен от представители на 148 национални стандартизационни организации (по данни от края на 2004 г.). Основана е в Лондон на 23 февруари 1947 г. от делегати на 26 страни. Централният секретариат на организацията се намира в Женева, Швейцария. Публикуваните от организацията (повече от 13 700 на брой) индустриални и търговски стандарти се ползват от всички страни по света.

## Етимология
Организацията обикновено се споменава просто като ISO („исо“). Това название често погрешно се разшифрова като Международна стандартизационна организация или нещо подобно. Трябва да се знае, че всъщност думата ISO не е акроним, а е дошла от гръцката дума ίσος (исос), означаваща еднакъв. На английски името е International Organization for Standardization (IOS), докато на френски е Organisation internationale de normalisation (OIN); трудно е било да се състави някакъв общ акроним, затова основателите са избрали ISO като универсално съкратено име на организацията. Все пак трябва да се отбележи, че ISO в своите документи се самоидентифицира именно като International Organization for Standardization.

## Използвани езици
Трите официални езика на ISO са английски, френски и руски.

## История, структури и дейност
Макар че ISO се самоопределя като неправителствена организация, нейната способност да създава стандарти, които често добиват правна сила посредством международни споразумения или национални закони, я правят много по-влиятелна и действена от повечето други световни неправителствени организации. На практика тя действа като един консорциум, силно свързан с много правителства и с най-големите корпорации.
ISO е тясно кооперирана с Международната електротехническа комисия (на английски: International Electrotechnical Commission, съкр. IEC), която отговаря за стандартизацията в областта на електротехниката.
Създаването на стандартите става от специалисти на страните членки, организирани в почти 200 на брой технически комитети (Technical Committee, TC), сформирани в различни области на индустрията и услугите. Примери:
- TC 1 – Screw threads [Резби]
- TC 68 – Financial services [Услуги в областта на финансите]
- TC 193 – Natural gas [Природен газ]
- TC 228 – Tourism and related services [Туризъм и услуги в тази област]

По-особен случай е сформирането на Общия технически комитет на ISO и IEC за стандартизацията на дейностите в огромната по обем област на информационните технологии. Комитетът е първият и единствен по рода си към момента и е наречен ISO/IEC JTC1 (Joint Technical Committee 1). Работата му е разпределена между 18 подкомитета (Sub-Committees, SC).
Всеки стандарт на ISO има означение и наименование, като форматът е „ISO ннннн:гггг Наименование“, където „ннннн“ е номерът на стандарта, „гггг“ е годината на издаване, а „Наименование“ описва обекта на стандартизация. Например:
- ISO 9000:2000 Quality management systems – Fundamentals and vocabulary [Системи за управление на качеството. Основни принципи и речник]

Освен стандарти, ISO създава също и технически доклади (Technical Reports, TR) и технически спецификации (Technical Specifications, TS). Когато даден документ има информационен характер, т.е. съдържа справочни данни, разяснения, упътвания и т.н., той се публикува като технически доклад. В тези случаи към означението се добавят буквите TR, например:
- ISO/TR 3498:1986 Lubricants, industrial oils and related products (class L) – Recommendations for the choice of lubricants for machine tools [Смазочни и индустриални масла и подобни продукти (от клас L). Препоръки за избор на смазочни масла за металорежещи машини]

Когато документът има нормативен характер, но още не е достигнато необходимото ниво на съгласие (консенсус) между страните, също ако той описва насоки за стандартизация в определена област, или ако този документ е добре да се публикува като експериментален стандарт за пробно прилагане, той се публикува като техническа спецификация. В тези случаи към означението се добавят буквите TS, например:
- ISO/TS 11139:2001 Sterilization of health care products – Vocabulary [Стерилизация на хигиенни продукти. Речник]

Най-накрая, ISO в редки случаи издава и технически корекции (Technical Corrigendum). Това са малки изменения към вече публикувани стандарти, дължащи се на технически пропуски, или които целят подобрения при ползването и разширение на приложимостта.
Документите на ISO са защитени с авторско право, т.е. свободното им копиране и разпространение е забранено. Както хартиените, така и електронните копия се продават по единни за целия свят цени.

## Цели
Целите на Международната организация по стандартизация се отнасят до разработване на международни стандарти, които да бъдат приложими във всяка точка от света и да обхващат възможно най-голям брой сектори от социалния и икономически живот. Участието на заинтересованите страни трябва да бъде лесно осъществимо. Развиващите се страни трябва да бъдат приобщени към Международната организация по стандартизация, като така те автоматично ще подобрят своя капацитет. Друга цел е реализирането на нови партньорства, което ще подобри ефективността при разработване на международни стандарти. Международната организация по стандартизация насочва действията си и към съдействие за използването на доброволни стандарти за замяна или подкрепа на редица техническите регламенти, които често са остарели и неефективни. Цел на Международната организация по стандартизация е също обезпечаването на оценяването на съответствието чрез съответните международни стандарти и ръководства. Накрая е отразена нуждата от създаване и усъвършенстване на процедури и механизми за разработване на съвършени стандартизационни продукти.

## Членове
Към 2020 г. в Международната организация по стандартизация членуват националните органи по стандартизация на 165 отделни държави. В организацията членуват както пълноправни членове, така също член-кореспонденти и членове абонати (наблюдатели). Всички те заплащат съответния членски внос.
България става пълноправен член на Международната организация по стандартизация на 1 януари 1955 г. На 1 май 1958 г. страната ни се включва и в Международната електротехническа комисия (IEC) също като пълноправен член.

## Органи
Генералната асамблея (Общо събрание) е върховният ръководен орган на Международната организация по стандартизация. Участие в нея взимат всички членове, независимо от това дали са редовни членове на организацията или само наблюдатели. Една от основните задачи на този орган е приемането на отчетите на вицепрезидентите. Те от своя страна ръководят дейността на 4-те специализирани Комитети на Международната организация по стандартизация.
Съветът на Международната организация по стандартизация е ръководен орган, действащ между две Генерални асамблеи. Пълноправните членове на Международната организация по стандартизация участват в Съвета на квотен принцип, определен от разпределението им в определени групи на база БВП на всяка от тях, брой на поддържаните секретариати на технически комитети и брой на техническите комитети с пълноправно членство. В първата основна група влизат САЩ, Великобритания, Франция, Германия, Япония и Китай. Тези държави имат постоянни представители. Другите три групи се състоят от по 20 държави. Генералната асамблея избира по 5 представители за всяка от тях, които влизат в Съвета и имат мандат две години. През следващия мандат те не могат да бъдат преизбрани.
Четирите специализирани международни комитети на Международната организация по стандартизация подпомагат дейността на Съвета. Първият от тях е т.нар. COPOLCO, занимаващ се с развитието и отразяването на потребителската политика при създаване на стандартите. Вторият е т.нар. DEVKO, който реализира дейности, подпомагащи стандартизацията в развиващите се страни. Третият е т.нар. REMKO, който разработва стандарти и ръководства за сравнителни материали. Последният е т.нар. CASCO, работещ в рамките на разработването на стандарти в областта на оценяването на съответствието.
В сътрудничество със Съвета на Международната организация по стандартизация работят седем регионални организации по стандартизация. Това са ACCSQ (Консултативен комитет по стандартизация и качество на Индокитайския регион), AIDMO (Арабска организация по стандартизация на промишлеността и минното дело), ARSO (Африканска регионална организация по стандартизация), EASC (Евроазиатски съвет по стандартизация и сертификация на бившия СССР), COPANT (Панамериканска комисия по стандартизация), PASC (Конгрес по стандартизация на Тихоокеанския регион), CEN (Европейски комитет по стандартизация, участват 27 държави членки на ЕС и 3 държави членки на Европейската зона за свободна търговия (EFTA)). Чрез посочените регионални организация Международната организация по стандартизация постига добро ниво на децентрализация, което спомага за по-ефективно постигане на заложените в стратегическите планове на Международната организация по стандартизация цели.
Централният секретариат на Международната организация по стандартизация се намира в Женева. Ръководен е от Генерален секретар, който изпълнява функцията на Изпълнителен директор. Генералният секретар отговаря за финансите, отпечатването и разпространението на стандартите, за заседанията на останалите ръководни органи на Международната организация по стандартизация. От 2001 г. Централният секретариат на Международната организация по стандартизация и Централния офис на IEC имат общ информационен център.
Приемането и публикуването на общи стандарти (с означение ISO/IEC), ръководства, кодекси за добра практика, доклади и други, както и работата на единни технически комитети е ясно свидетелство за засилената съвместна дейност между Международната организация по стандартизация и Международна електротехническа комисия в последните години.
Дейностите по стандартизация в Международната организация по стандартизация се ръководят от Техническия управителен съвет. Членовете му се избират от Генералната асамблея като те задължително трябва да са представители на държавите, поддържащи секретариати на технически комитети. Ръководител на Техническия управителен съвет е вицепрезидент на Международната организация по стандартизация. За осъществяването на многобройното количество задачи Техническият управителен съвет е подпомаган от Централния секретариат и от останалите секретариати, намиращи се на територията на близо 40 държави. Така се реализират дейностите по различните проекти за разработване на международните стандарти. По-конкретно операциите се извършват от около 300 технически комитети, към които съществуват още 600 подкомитета и над 2000 работни групи. Човешкият капитал възлиза на над 150 000 специалисти от цял свят.